# Boris Perušič
Boris Perušič (* 27. července 1940, Záhřeb, Chorvatsko) je český volejbalový hráč chorvatského původu, reprezentant Československa. Člen stříbrného týmu na olympijských hrách v Tokiu roku 1964, mistr světa.
Jeho vnukem je český reprezentant v plážovém volejbalu Ondřej Perušič (*1994).